# Saving Forever for You
A Saving Forever For You című dal az amerikai Shanice kislemeze, mely a Beverly Hills 90210 című filmzene albumon szerepel. A dalt Diane Warren írta. A dal nem szerepel Shanice válogatás lemezén az Ultimate Collection címűn.
A dal Top 5 sláger volt a Billboard Hot 100-as listáján, így a 4. helyen végezte. Az Egyesült Államokon kívül Hollandiában, az Egyesült Királyságban és Ausztráliában ért el slágerlistás helyezést. 

## Megjelenések
12"  Warner Music UK Ltd. – SAM 1119
- A	Saving You Forever (Album Version) 4:27
- B	Saving You Forever (Instrumental)	4:27

CD Single  Giant Records – W0148CD
1. Shanice	Saving Forever For You (Radio Edit) 3:55 Producer – David Foster, Written-By – Diane Warren
2. John Davis 	Theme From Beverly Hills, 90210 3:07 Producer, Arranged By – John Davis, Written-By – John E. Davis
3. Shanice	Saving Forever For You (Album Version) 4:27 Producer – David Foster, Written-By – Diane Warren
4. Shanice	Saving Forever For You (Instrumental) 4:27 Producer – David Foster, Written-By – Diane Warren

## Slágerlista

### Heti összesítések
| Slágerlista (1992)                    | Legjobb helyezések |
| ------------------------------------- | ------------------ |
| Ausztrália (ARIA)                     | 25                 |
| Hollandia (Single Top 100)            | 39                 |
| Egyesült Királyság (UK Singles Chart) | 42                 |
| US Billboard Hot 100                  | 4                  |
| US Hot R&B/Hip-Hop Songs (Billboard)  | 20                 |
| US Mainstream Top 40 (Billboard)      | 6                  |
| US Radio Songs (Billboard)            | 4                  |

### Év végi összesítések
| Slágerlista (1993)     | Helyezés |
| ---------------------- | -------- |
| U.S. Billboard Hot 100 | 33       |